# While She Sleeps
While She Sleeps (с англ. — «Пока она спит») — британская металкор-группа из Шеффилда, сформированная в 2006 году.

## История

### Создание группы (2006—2011)
Группа While She Sleeps была сформирована в городе Ренишоу, недалеко от Шеффилда, Англия, в 2006 году вокалистом Джорданом Уиддоусоном, барабанщиком Адамом Сэведжем, басистом Аараном Маккензи и гитаристами Мэтом Уэлшем и Шоном Лонгом. Участники играли вместе в нескольких группах до формирования While She Sleeps и описывали себя как «лучших друзей со школьных времён». После нескольких живых выступлений в 2009 году часть участников группы решили полностью сосредоточиться на музыкальной карьере, однако вокалист решил покинуть группу и сосредоточиться на основной работе. С приходом нового вокалиста Лоуренса Тейлора группа начала работу над материалом для дебютного мини-альбома в домашней студии. С конца 2009 года по 2010 год группа гастролировала по всей Великобритании и в Европе. Интерес публики к группе начал расти и в 2010 году группа закончила работу над альбомом The North Stands for Nothing, который был выпущен 26 июля 2010 года на лейбле Small Town Records. 24 июня группа отыграла шоу на фестивале The Plug в родном городе и продолжила выступать в течение всего 2010 года, включая появление на фестивале Sonisphere. В октябре они подписали контракт с Good Fight Music, чтобы выпускать свою музыку в США.
После выхода мини-альбома и сопутствующих гастролей, популярность группы продолжала расти, равно как и интерес со стороны лейблов и медиа. 15 февраля 2011 года группа записала концертную сессию в студии Maida Vale для BBC Radio 1. Они начали работать над новым материалом в перерывах между гастролями, выпустив неальбомный сингл «Be(lie)ve» на лейбле Good Fight Music 15 марта 2011 года. 4 мая While She Sleeps выступили на разогреве у Bring Me The Horizon в Шеффилде. Летом они выступали на нескольких фестивалях по всей Европе и выступили с Bring Me the Horizon на двух шоу в Ирландии в конце августа. While She Sleeps были приглашены на совместный с Bring Me The Horizon тур по США который длился с августа по октябрь. Тем не менее, группа была вынуждена отменить концерты в США, ссылаясь на проблемы с иммиграцией.

### Дебютный альбом (2012—2014)
1 ноября 2011 года While She Sleeps начали работать над своим полноформатным дебютным альбомом с продюсером Карлом Боуном. Сначала группа записывала барабанные партии в Chapel Studios в Линкольншире, а после переместилась в Treehouse Studios в Честерфилде, чтобы записать остальную часть альбома. После того, как запись закончилась, группа совершила турне по Великобритании в феврале 2012 года в рамках Kerrang! Tour совместно с New Found Glory, The Blackout и letlive. 27 марта было объявлено, что While She Sleeps подписали контракт с Search and Destroy Records, чтобы выпустить свой дебютный альбом. 4 апреля в журнале Kerrang! опубликовали новость о том, что предстоящий альбом This Is the Six будет выпущен 6 августа 2012 года, однако позже дата релиза была изменена на 13 августа. Заглавный трек «This Is the Six» был выпущен в качестве первого сингла с альбома 13 мая. Вслед за этим музыканты впервые выступили в Австралии, разогревая группу House vs Hurricane. 7 июня 2012 года While She Sleeps получили награду в номинации «Лучшие британские новички» на Kerrang! Awards 2012.
После успеха дебютного альбома This Is the Six, выпущенного 13 августа 2012 года, While She Sleeps приступили к британскому турне в сентябре вместе с Polar, Crossfaith и Bleed from Within. Осенью группа отправилась в европейский тур, выступая на разогреве у Architects и Heights. While She Sleeps вместе с Motionless in White и Betraying The Martyrs также начинали концерты Asking Alexandria в их британском и европейском туре. Группа также сыграла на Soundwave Festival в Австралии и выступила на разогреве у Parkway Drive во время их турне по Америке и Канаде весной 2013 года. While She Sleeps также подтвердили 4 января 2013 года, что отыграют весь Warped Tour, организованный компанией Vans, прошедший в Америке и Канаде.

### Дальнейшая карьера (2014—н.в.)
Во время Warped Tour группа сообщила о начале работ над вторым полноформатным студийным альбомом. Во второй половине 2013 года у вокалиста Тейлора появились проблемы с горлом. Из-за этого в 2014 году концерты были отменены, чтобы вокалист сделал операцию и восстановился после лечения. While She Sleeps анонсировали выпуск своего второго полноформатного студийного альбома Brainwashed 23 марта 2015 года. В поддержку пластинки группа начала совместный тур с группой Cancer Bats в апреле 2015 года, а также выступила на Warped Tour 2015.
В начале 2016 года группа сообщила, что начата подготовка материала для третьего студийного альбома. 29 июля было объявлено, что запись альбома началась в недавно построенной студии. 4 сентября вышла первая песня «Civil Isolation», а 12 сентября начался приём предварительных заказов на покупку альбома. Также 12 сентября While She Sleeps расторгли контракт со своим лейблом. Второй сингл «Hurricane» вышел 20 ноября; также было объявлено, что альбом будет называться You Are We и выйдет 21 апреля 2017 года. В тот же день группа объявила о подписании контракта с австралийским независимым лейблом UNFD. 23 февраля 2017 года вышла песня «Silence Speaks» с участием Оливера Сайкса из Bring Me the Horizon. В апреле 2017 года группа отправилась на месяц в тур по Великобритании.
В октябре 2018 года был выпущен сингл «Anti-Social», а после него ещё три: «Haunt Me», «The Guilty Party» и «Elephant». 1 марта 2019 года состоялся релиз четвёртого полноформатного студийного альбома So What? на независимом лейбле Sleeps Brothers, в сотрудничестве с Spinefarm Records и UNFD. Новые песни представляли собой отход от корней группы в пользу более альтернативного звучания, но в целом альбом получил хорошие отзывы критиков.
15 октября 2020 года группа представила новый сингл и музыкальный клип «Sleeps Society». В течение некоторого времени While She Sleeps выпускали серию видеороликов из звукозаписывающей студии. 7 февраля 2021 года вышел второй сингл «You Are All You Need», а днём позже — видеоклип на эту песню. 19 марта 2021 года группа выпустила сингл совместно с видеоклипом «Nervous», который был записан совместно с приглашенным вокалистом Саймоном Нилом из Biffy Clyro.

## Участники группы

### Текущие
- Лоуренс Тейлор — вокал (2009-н.в.)
- Шон Лонг — соло-гитара, бэк-вокал (2006-н.в.)
- Мэт Уэлш — ритм-гитара, вокал, пианино (2006-н.в.)
- Ааран Маккензи — бас-гитара, бэк-вокал (2006-н.в.)
- Адам Сэведж — барабаны, перкуссия (2006-н.в.)

### Бывшие
- Джордан Уиддоусон — вокал (2006—2009)

## Дискография

### Студийные альбомы
- This Is the Six (2012)
- Brainwashed (2015)
- You Are We (2017)
- So What? (2019)
- Sleeps Society (2021)
- Self Hell (2024)

### Мини-альбомы
- And This Is Just the Start (2006)
- Split (2009)
- The North Stands for Nothing (2010)

## Видеография
| Песня                     | Год  | Альбом                                        | Режиссер(ы)                |
| ------------------------- | ---- | --------------------------------------------- | -------------------------- |
| «Crows»                   | 2011 | The North Stands for Nothing                  | GETDELUXE Films            |
| «Be(lie)ve»               | 2011 | The North Stands for Nothing (Deluxe edition) | GETDELUXE Films            |
| «20 Days of Sleeps»       | 2011 | Documentary                                   | GETDELUXE Films            |
| «This Is The Six»         | 2012 | This Is the Six                               | н/д                        |
| «Dead Behind The Eyes»    | 2012 | This Is the Six                               | GETDELUXE Films            |
| «Seven Hills»             | 2012 | This Is the Six                               | н/д                        |
| «Our Courage, Our Cancer» | 2012 | This Is the Six                               | н/д                        |
| «Death Toll»              | 2013 | This Is The Six (Deluxe edition)              | н/д                        |
| «New World Torture»       | 2014 | Brainwashed                                   | н/д                        |
| «Four Walls»              | 2014 | Brainwashed                                   | н/д                        |
| «Trophies of Violence»    | 2015 | Brainwashed                                   | н/д                        |
| «Our Legacy»              | 2015 | Brainwashed                                   | н/д                        |
| «Brainwashed»             | 2015 | Brainwashed                                   | н/д                        |
| «Civil Isolation»         | 2016 | You Are We                                    | н/д                        |
| «Hurricane»               | 2016 | You Are We                                    | н/д                        |
| «You Are We»              | 2017 | You Are We                                    | н/д                        |
| «Silence Speaks»          | 2017 | You Are We                                    | GETDELUXE Films            |
| «Empire of Silence»       | 2017 | You Are We                                    | Ryan Chang                 |
| «Steal The Sun»           | 2017 | You Are We                                    | Ryan Chang                 |
| «The guilty party»        | 2019 | SO WHAT?                                      | Tom Welsh & Taylor Fawcett |
| «Sleeps Society»          | 2020 | SLEEPS SOCIETY                                |                            |
| «You Are All You Need»    | 2021 | SLEEPS SOCIETY                                |                            |
| «NERVOUS» ft. Simon Neil  | 2021 | SLEEPS SOCIETY                                |                            |